# 精華堂霰総本舗
精華堂霰総本舗（せいかどうあられそうほんぽ）は、東京都江東区に本社を置く米菓製品の製造・販売会社である。

## 概要
各種の煎餅やあられを製造、販売している。有機栽培された原料米の使用を謳っており、生産工場のうち宮城工場は2001年に日本オーガニック&ナチュラルフーズ協会（JONA）による有機JAS認定を受けている。精華堂霰総本舗によると、日本国産米100%の有機JAS認定を受けたあられメーカーは、現在のところ同社のみであるという。2002年には商品の50%が有機JAS認定になったという。
同社の製品は、全国菓子大博覧会で計6回の入賞歴がある。第18回には、5種のあられを詰め合わせた商品「五重椿」で、最高賞である内閣総理大臣賞を獲得した。

## 沿革
- 1935年2月 - 東京都墨田区向島で「精華堂霰総本舗清水六蔵商店」として創業。
- 1945年3月 - 東京大空襲で工場全壊する。
- 1963年5月 - 業績の発展にともない、「株式会社精華堂霰総本舗」となる。代表取締役に清水六蔵就任。
- 1964年3月 - 東京都足立区に工場を増設。
- 1991年2月 - 宮城県古川市に宮城工場設立。

## 関連文献
- ローハスクラブ『日本をロハスにする30の方法―BUSINESS LOHAS』（講談社、2006年）
- 松井一恵（著）、石渡希和子（著・イラスト）『東京ナチュラルスイーツ』（新泉社、2007年）